# Radio m2o
Radio m2o è un'emittente radiofonica privata nazionale italiana edita da Elemedia S.p.A., società di GEDI Gruppo Editoriale. Ha iniziato le trasmissioni il 23 ottobre 2002.
Dal 1º aprile 2019 il gruppo Gedi decide di dare la direzione artistica della radio ad Albertino, con l'obiettivo di un importante rilancio dell'emittente, attraverso la trasformazione in radio dance/rhythmic di flusso, con più musica (circa 20 brani ogni ora) e un sound design innovativo.

## Storia

### Gli esordi
m2o (il cui significato è due atomi di musica + uno di ossigeno) nasce nel 2002 quando il Gruppo Editoriale L'Espresso, attraverso l'allora AD di Elemedia, Pietro Varvello, decide di rilanciare la terza radio del gruppo, Italia Radio, cambiandone nome e format.
La radio, diretta da Fabrizio Tamburini coadiuvato da Amerigo Provenzano, Paolo Bolognesi e Davide Farra, era inizialmente rivolta a un pubblico giovane con una programmazione musicale no stop, senza speaker. Le voci ufficiali erano quelle di Savino Zaba e Mariagrazia Carulli. La prima voce femminile era quella di Mila Martiniuc.
I generi musicali proposti, appartenenti alla musica dance elettronica, erano: electro, house, techno, dance, hands up, trance e altre varianti. A completare il gruppo furono coinvolti Tina Lima, responsabile marketing, Andrea Rango, programmatore musicale, Paolo Prosperini, in seguito responsabile della diretta, Carlo Mogiani, responsabile del web e dei social, e i deejay Fabio Amoroso, Simone Girasole, Chiara Robiony, Luca Martinelli, Andrea Mazza, Massimiliano Troiani nonché altri collaboratori esterni che fornivano i loro dj set notturni.
Il nome m2o è stato ideato dal creativo Maurizio Marani ed è stato nominato in onda per la prima volta il 21 ottobre 2002, dopo un periodo di test incominciato nel mese di gennaio, quando Italia Radio interruppe definitivamente le sue trasmissioni. I programmi di esordio erano Pure Seduction, M To Go, Stardust, Stardust in Love, m2 factory, Zero Db, Out of Mind Live, m2on-line, Chemical Lab, Unique e m2o Clubwave. Successivamente si aggiunsero Stardust Weekend e, nei mesi successivi, subentrarono anche Shut Up! e Bip!.
Il lancio della radio avvenne attraverso la pubblicazione di un CD dal titolo m2o musica allo stato puro contenente brani autoprodotti mixati da Provenzano DJ e una traccia CD-ROM con le frequenze e i personaggi della radio e promosso con uno spot in tv in cui non si faceva assolutamente riferimento al nuovo progetto radiofonico. A questo si accompagnò la produzione quadrimestrale del cd di compilation della radio, che a partire dal Vol. 10 venne distribuito anche in edicola insieme con la rivista Pianeta m2o.
Sin dal 2002, tutti i Dj di m2o iniziarono a suonare dal vivo in locali e piazze italiane supportati dalla pubblicità radiofonica. L'iniziativa più importante che venne realizzata nei primi anni fu nell'estate del 2004 a Soverato, quando tutti i personaggi si trasferirono nella località calabrese per due mesi di animazione non stop.
Nel settembre 2003 è aggiunta la special guest alla domenica in Zero Db e il sabato sera incomincia la trasmissione Chemical G. Questo programma, spin-off di Chemical Lab, trasmette produzioni inedite. Entra, inoltre, nel cast della radio il dj Alberto Remondini, che mixa per Shut Up!, Chemical Lab e Tribe.
Da settembre 2004 incominciano le classifiche del sabato pomeriggio di Out Of Mind e Stardust; inoltre, parte il sabato pomeriggio Real Trust, con Roberto Molinaro. Nel programma Out Of Mind è inserita la zona Hard Dance Style e Promise Land, che dal 2006 verrà cambiato con Song Selecta. Quell'anno arrivarono in palinsesto programmi come In Da House, Elektroset e Trance Evolution, Diabolika.
Nel 2004 m2o inizia le trasmissioni TV: molti dei brani in rotazione sull'emittente radiofonica vengono "videomixati" nel programma m2o The Dance Night, che muterà poi il nome in m2 All Shock in seguito all'acquisizione di All Music da parte del Gruppo Editoriale L'Espresso.
Nel 2005 arriva su m2o Gigi D'Agostino, con il programma Il cammino di Gigi D'Agostino, riproposto dopo la sua trasmissione su Radio Italia Network (Il programmino di Gigi D'Agostino).
Nel 2005 entra a far parte della squadra anche Dj Osso con Happy Edition, l'Happy Music allo Stato puro nel settimanale e la domenica con Dual Core Anni '80 e Dual Core Happy Edition.
Incomincia, inoltre, anche Kick off - m2o nel Pallone con Tarquini & Prevale.
Nel 2006 partono Speed, The Joy's Experience, G.D.C.-Girls Dj Club, Millybar, Dual Core, Out Of Mind Summer Live, Amoroso's Beach e Gamepad - La Consolle Virtuale (condotto da Tarquini e Prevale fino al 2010).

### Gli anni della "conduzione"
Nella stagione 2007/2008 entra a far parte di m2o Leandro Da Silva, che diventerà conduttore di M To Go live. Tra i nuovi programmi spuntano Boulevard Robiony, Dual Core 2.0, Prezioso in action con Giorgio Prezioso, La Noche Escabrosa (programma notturno di musica house precedentemente in onda su Radio Italia Network e Radio Deejay), The Bomb con Dj Ross, The Untouchbles (mixato a rotazione da Superstar DJ), Farfa Sound, Chemical Area, Love 2 Love e Song Selecta Sun. Termina la collaborazione con Saretta ed Edward.
Da gennaio 2008, trasmettono per m2o quattro DJ internazionali: Tiësto (col programma Club Life, in onda in molti network radiofonici europei) e il trio Above & Beyond. Inoltre, incomincia, prendendo spunto da Song Selecta, Song Selecta Saturday, con i Promise Land. In primavera, Pure Seduction viene rinominato in Soundzrise - I suoni dell'alba e viene lanciato Pop-Up, programma pop di m2o condotto da Laura Gauthier.
Nel mese di giugno approda sulle frequenze di m2o Molella, che inaugura la stagione estiva dell'emittente con la nuova m2o Club Chart. Durante l'estate, il programma The Bomb con DJ Ross diventa quotidiano. PassWorld, programma inizialmente quotidiano in estate, va poi in onda nel week-end in inverno, condotto da Henry Pass e musicato da Paolo Bolognesi.
Nella stagione radiofonica 2008/2009, Out Of Mind diventa Provenzano Dj Show, in cui si inizia a programmare meno dance con un nuovo cast composto, oltre che dallo stesso Provenzano, da Davide Borri, Lizzy B., Gaia Bolognesi e i Promise Land. Lo show va in onda per la prima volta lunedì 8 settembre 2008. Sempre a settembre viene proposto, ogni sabato sera, A State Of Trance, programma del DJ Armin Van Buuren.
A partire da ottobre 2008, all'organico del Provenzano Dj Show si aggiunge il rapper P.Yo, alla conduzione della rubrica C'è posta perché?. I Promise Land conducono The Clash il sabato pomeriggio, e a Zero Db viene assegnata la fascia oraria della domenica notte per quattro ore.
A gennaio 2009, arriva David Guetta alla conduzione di Fuck Me! I'm Famous. Durante l'estate di quell'anno, vengono proposti inoltre: UMC (Underground Music Club), ovvero il restyling di Inda House con l'aggiunta di alcuni nuovi disc jockey, Kunique, programma dedicato ai migliori dj nell'ambito house italiano, e nella notte Diabolika New Cycle, con gli special guest Benny Benassi e D Lewis. Sempre nell'estate 2009, termina Il cammino di Gigi D'Agostino.
Da settembre 2009 viene diffuso il Vonyc Sessions di Paul van Dyk. Inoltre, Zero DB si arricchisce di uno spazio di un'ora mixata dagli Stunned Guys (chiamata Hardcore Italia), Benny Benassi entra nel cast al mixaggio di un'ora settimanale di m2o Diabolika e, dalle 14.00, ha inizio un nuovo programma condotto da Mila & Renée, con la regia di Luca Martinelli, con lo scopo di interagire tramite Facebook con il pubblico di m2o.
Tra la fine di settembre e l'inizio del mese di ottobre 2009, m2o pubblicizza il ritorno di Gigi D'Agostino con la trasmissione Quello che mi piace, incominciata il 10 ottobre 2009 e soppressa alcuni mesi dopo per la volontà di Gigi D'Agostino di concentrarsi di più sulle sue date nei locali e nelle piazze italiane ed europee e sulle sue produzioni.
La mattina ha inizio un nuovo programma, Mena Meno, con Fabio Amoroso e la voce di Dino Brown. Lo stesso Dino Brown conduce Showroom il sabato pomeriggio, mixato sempre da Fabio Amoroso.
Dual Core 2.0 si evolve in 3.0 condotta sempre da Alberto Remondini. Inizia, inoltre, anche Dual Core M90, gli anni novanta visti da Molella, il venerdì mattina. Il sabato pomeriggio va in onda Dual Core On Demand, ovvero la storia della musica dance richiesta dagli ascoltatori e mixata da Remondini.
Durante la stagione 2009-2010, m2o risalta il genere hip hop con la programmazione di Beatbox (curato da Big Fish); questo diventa il quarto programma, in ordine di tempo, dedicato totalmente alla musica urban, dopo i suoi predecessori Shut Up!, Mib e Dual Core. Sono cancellati m2on-line e Tribe. Al posto di Tribe va in onda lo spazio m2o Heroes, con Paul van Dyk, Armin Van Buuren, Above & Beyond, David Guetta e Tiësto. Nella notte di m2o, Soul Cookin' sostituisce Stardust in Love, mentre To the Club è il nuovo spazio notturno in onda il mercoledì e il venerdì con dj set, il sabato in diretta dalle discoteche italiane con la voce di Andrea Mattei.
Gabry Ponte inizia il nuovo programma Dance and Love il sabato sera, che durerà solo pochi mesi, in quanto deciderà di lasciare momentaneamente la radio per concentrarsi sulle sue nuove produzioni insieme con gli Eiffel 65, riunitisi nello stesso periodo.
Nel 2009, la domenica mattina alle 12.00 inizia No stress, con Marcello Riotta.
Nel 2010 si aggiungono Fabio De Vivo, Manuela Doriani, Carl Cox con il suo radio show Global, Paul Oakenfold con Planet perfecto, Alex Farolfi e Paolo Rossato con House deelay; nello stesso anno Dj Ross diventa programmatore musicale di m2o affiancando Andrea Rango.
Nel 2011 entra a far parte dei conduttori di m2o la disc jockey Sarah Main, dj del Pacha di Ibiza con il suo format "Main room". Iniziano Glam, con Laura Gauthier ("Lauretta") e Alessandro Lippi e Daylight con Renée La Bulgara, mentre M To Go diventa A qualcuno piace presto con l'arrivo in conduzione di Pippo Lorusso. C'è anche un nuovo programma: Controtendance con Dino Brown. I'm 2o si tramuta in m2o in HD, sempre con Alex Nocera e Fabio De Vivo, prendendo il posto di Pop up di Lauretta, mentre nella fascia 19:00-21:00 si colloca Driving, con Andrea Mattei. Real Trust si trasferisce in orario notturno come Real Selecta, sempre con Roberto Molinaro. Il martedì notte, dalle 02:00 alle 03:00, m2o propone un nuovo programma, Electrorock. La durata di Girls Deejay Club viene ridotta di un'ora per far spazio a Un mondo allo stato puro condotto da Mariolina Simone, ex speaker di Radio Kiss Kiss.
Il 25 febbraio 2011 si aggiunge alla radio Joe T Vannelli, con il programma Slave to the Rhythm. Il venerdì sera torna in radio Supalova e a settembre arrivano su m2o i Datura, insieme con il Principe Maurice, con il programma reMemo.

### Evoluzione di m2o
Dopo una breve sperimentazione estiva, m2o aumenta la programmazione in diretta con gli speaker, iniziando progressivamente ad allontanarsi dal format iniziale, aumentando durante il giorno il numero di programmi parlati e meno musicali. Tra i programmi che si aggiungono (o sostituiscono altri format) nel corso della nuova stagione 2011-2012, si trovano m2U, dedicato al mondo dalle università italiane, condotto e realizzato da studenti universitari attraverso le loro web radio; Mario and The City, talk di costume e attualità programmato dal lunedì al venerdì al mattino e condotto da Mariolina Simone (che così sostituisce Mena Meno); Dual Core in versione da un'ora con Dino Brown (con Alberto Remondini); m2o party, programma in diretta condotto da Renée la Bulgara e Andrea Mattei; Juno 106, programma domenicale dei Motel Connection con le voci narranti di Mariolina Simone e Nanni Venditti e testi di Carlo Mogiani; Sonora con musica e voce di Leandro Da Silva. Tornano inoltre Real Trust, riproposto la domenica sera e l'Amazing show dei Promise Land.
Tra le nuove voci, entrano a far parte della radio Carlotta (ex speaker di Radio Italia Network e altre radio), la quale sostituisce Laura Gauthier (passata a Radio 105) nel programma Glam e Sabrina Ganzer.
A partire dal 17 settembre 2012, a poco più di un mese dal decimo anniversario del lancio di m2o, vengono messi in onda nuovi jingle (punto ora e notiziari) e ident della radio (caratterizzati da "m2o Radio"). Sempre a partire da quella data, questo allontanamento dalla m2o originaria è sancito dal fatto che lo slogan "m2o - Musica allo Stato Puro" viene sostituito (in onda e parzialmente sul web) da "m2o - Are You Radio?".
m2o Selection diventa il dj set ufficiale della programmazione musicale con appuntamenti che variano secondo le esigenze della direzione, i disc jockey coinvolti nella conduzione del programma sono: Carlo Prevale, Alex Nocera ed Eddy Costella.
Il 24 settembre arriva La fine del mondo, programma talk di costume e gossip in onda da lunedì al venerdì e condotto da Selvaggia Lucarelli e Fabio De Vivo, subentrato ad Alessandro Lippi da gennaio 2013.
Il 20 ottobre 2012 in corrispondenza del 10º anniversario della radio viene introdotto un nuovo logo.
Da settembre 2013 a luglio 2016 Pippo Lorusso e Dj Osso sono in onda dalle 7 alle 8 del mattino con A Qualcuno Piace Happy.
Dal 20 gennaio 2013 Prevale è in onda con Memories, dj set di musica elettronica alternato da aforismi. programma, di cui Prevale ne è autore e voce ufficiale.
Dal 26 marzo 2013, alla radio viene affiancato un canale televisivo, m2o Tv, disponibile sul digitale terrestre alla posizione 158 della numerazione LCN. Dal 1º ottobre 2016 al 31 dicembre 2018 questo canale trasmetteva solo sul satellite, mentre dal 1º gennaio 2019 si è ridotta ad una web TV fruibile sul sito internet della radio.
Dalla stagione 2014-2015 La fine del mondo viene sostituito da Stanza Selvaggia, condotto sempre da Selvaggia Lucarelli e Fabio De Vivo. Dual Core diventa Controtendance, riducendo a poche incursioni la musica dance del passato, sempre con Dino Brown e Alberto Remondini.
Il 3 dicembre 2014 in diretta su Radio Deejay e m2o una puntata speciale del Deejay Time in formazione originale con Albertino, Mario Fargetta, Maurizio Molella e Giorgio Prezioso.
Il 17 luglio 2015 il programma Mollybox con Molella viene chiuso. Prezioso in Action viene spostato nella fascia oraria serale 22-23, trasmettendo più musica dubstep e meno musica commerciale, mentre Molella prosegue nella conduzione della m2o Club Chart in onda nel weekend. Nella fascia oraria 16-18 viene trasmesso Controtendance con Dino Brown e Alberto Remondini. Sabrina Ganzer conduce il programma mattiniero A qualcuno piace presto al posto di Leandro Da Silva, che conduce il programma pomeridiano Hashtag m2o.
Il 1º febbraio 2016 m2o cambia logo e slogan, che diventa Radio allo stato puro. Durante l'estate m2o si sposta al Samsara Beach di Gallipoli per il tour con Dino Brown, tutti i giorni dalle 14 alle 16. Per la prima volta, questo è l'unico programma della radio: per tutto il mese di agosto, infatti, la radio trasmette solamente la rotazione musicale m2o Selection senza speaker.
Dalla stagione 2016-2017 Selvaggia Lucarelli abbandona la radio e viene sostituita da Alberto Dandolo nel programma Casa m2o con Fabio de Vivo. Inoltre, chiude il Provenzano Dj Show, che diventa Music Zone, in cui si riduce ulteriormente lo spazio per la musica dance, per dare spazio al pop e alla trap.
Il 3 luglio 2017 ha inizio Urban Drop, il programma di musica hip hop e contaminazioni affidato al rapper Davide Borri, la domenica a mezzanotte.

### Il rilancio
L'11 dicembre 2018 viene reso noto che Albertino avrebbe assunto il ruolo di direttore artistico dell'emittente radiofonica, subentrando così a Fabrizio Tamburini. Il gruppo GEDI, avvalendosi della collaborazione dello storico speaker e dj di Radio Deejay, ha avviato così un importante rilancio dell'emittente, trasformandola in radio dance/rhythmic di flusso, con più musica (circa 20 brani ogni ora) e un sound design innovativo. Il 1º marzo 2019 Albertino ha lasciato, dopo 35 anni, la fascia oraria del primo pomeriggio di Radio Deejay per debuttare su Radiom2o con due programmi: Deejay Time (con Molella, Fargetta e Giorgio Prezioso) dal 6 aprile nella fascia oraria 14:00-15:00 ogni sabato in contemporanea con Radio Deejay e Albertino Everyday dal 1º aprile, dal lunedì al venerdì, nella fascia oraria dalle 17:00 alle 19:00.
La partenza del nuovo palinsesto è avvenuta proprio il 1º aprile 2019 alle 17:00. Il nuovo slogan è Deejay Station. Tra le caratteristiche principali del nuovo corso vi sono un sound design rinnovato, con i jingle mixati alle canzoni e la trasformazione in radio dance/rhythmic di flusso tra le 6 e le 22, ovvero con più musica (circa 20 brani suonati ogni ora) e brevi interventi degli speaker. Mentre nella fascia notturna, a partire dalle 22, Radio m2o trasmette musica da club, con l'arrivo di due programmi storici della radiofonia italiana (Deejay Time in the mix e One Two One Two selecta). Sono pochi i programmi che fanno eccezione a questo format durante il giorno. Tra questi vi sono Il Morning Show alle 6 e Albertino Everyday alle 17.
La programmazione musicale della radio è curata da Mauro Miclini, già responsabile della programmazione musicale su Radio Deejay.
Nell'autunno 2019 esce Dance With Us, compilation in doppio cd, con 46 successi dance selezionati da Albertino e mixata da Mauro Miclini.
A partire da gennaio 2020 è stata lanciata una campagna pubblicitaria con il nuovo claim + Musica, che si affianca a quello principale: Deejay Station. 
A fine gennaio,la rilevazione dei dati di ascolto fa emergere un incremento del 17,1% nel dato fondamentale del quarto d'ora medio.
Nel weekend del 3-5 aprile, in occasione del primo anniversario del nuovo corso di Radio m2o, la programmazione notturna è stata caratterizzata da dj set esclusivi, tra cui quelli di Purple Disco Machine, Meduza, Joseph Capriati, Glitterbox speciale su Frankie Knuckles, Major Lazer. È stato un modo per festeggiare ugualmente il primo anniversario ed essere vicino agli ascoltatori della radio nella situazione di emergenza per il COVID-19, dopo aver dovuto rinunciare ad organizzare una importante festa ed altri eventi, tra cui la presenza della radio al Miami Music Week. Il 21 maggio esce la nuova compilation Dance Revolution, mixata da Shorty. Il secondo volume della compilation uscirà a novembre dello stesso anno e il terzo volume a dicembre.
Nel giugno 2020 esce in tutti i negozi di dischi e nei digital store Dance With Us Vol.2, una nuova compilation in doppio cd, con i 46 successi dance dell'estate selezionati da Albertino e Mauro Miclini, mixata da Shorty. Nel mese di luglio si sviluppa la collaborazione con Musica Riccione, un locale della riviera romagnola; il progetto prevede la nascita di un omologo progetto di collaborazione a New York, per garantire visibilità al brand nel clubbing internazionale.
A fine gennaio 2021 la rilevazione dei dati di ascolto, relativi al secondo semestre del 2020, ha fatto registrare un incremento del 2,3% nel dato fondamentale del quarto d'ora medio, tra i più alti nel comparto delle emittenti nazionali.
Tra marzo e maggio 2021 Ale Lippi cura la messa in onda di speciali appuntamenti di Discoball, intitolati Discoball Playlist, in cui la selezione musicale è dedicata a speciali tematiche (tra gli altri, i Grammy Awards e i più importanti festival di musica elettronica del mondo). Nel mese di maggio, viene reso noto che Radio m2o è la radio ufficiale del campionato mondiale di Street Skateboarding, svoltosi tra il 30 maggio e il 6 giugno 2021 a Roma. Attraverso lo slogan Tutto lo Street porta a Roma, Radiom2o ha raccontato l'evento sia attraverso i canali social che in FM, coinvolgendo gli ascoltatori e gli appassionati di questo sport, che per la prima volta sarà presente come disciplina ai Giochi della XXXII Olimpiade, in programma a Tokyo.
Dal giugno 2021 viene inaugurata Back To The Club, una speciale residenza mensile di Joseph Capriati, esponente di punta del circuito Techno, ogni primo venerdì del mese, da mezzanotte alle due.
Il 25 giugno 2021 esce in tutti i negozi di dischi e nei digital store Dance With Us Vol. 4, una nuova compilation in doppio cd, con le 46 hit dance dell'estate selezionate da Albertino e Mauro Miclini, e mixate da Dj Shorty. Tra giugno e luglio vanno in onda quattro appuntamenti speciali di Euro Discoball, in cui Ale Lippi ha raccontato le canzoni più importanti di quattro estati in cui furono giocati i campionati europei i calcio: 1988, 1996, 2004, 2012. Da luglio, una nuova voce si aggiunge al parco speaker della radio: è quella di Davide Rizzi, in onda inizialmente ogni sabato e domenica dalle 12 alle 14, per collocarsi poi dal lunedì al venerdì dalle 9 alle 12. Il 26 luglio 2021 si apre l'iniziativa m2Holiday: la radio trasmette in diretta da due delle migliori località di mare italiane. Andrea Mattei trasmette in onda dalla Terrazza A Mare di Lignano Sabbiadoro, dal 26 luglio al 1º agosto. Mentre dal 2 al 15 agosto Ilario è in onda dal Samsara Beach di Riccione.
Dal 9 al 15 agosto 2021 viene celebrata la David Guetta Week, con una settimana intera dedicata a uno dei dj internazionali più importanti, resident della programmazione notturna della radio.
Ad agosto 2021 c'è un'altra nuova voce tra gli speaker della radio: è quella di Claves, in onda dal lunedì al venerdì nel periodo estivo, dalle 15 alle 18, e poi nel weekend tra le 7 e le 10.
Radiom2o è radio partner del Future Vintage Festival, in programma dal 10 al 12 settembre a Padova. Per la prima volta Ale Lippi presenterà live il suo programma DiscoBall. Per l'occasione ha preparato un racconto inedito sulla storia dello smile. A Wad il compito di intervistare Massimo Pericolo, tra gli ospiti musicali del festival, e di moderare il talk “Quando lo street style colleziona successi”. Contestualmente, è prevista anche la proiezione del docufilm Disco Ruin, del quale la radio è media partner.
A settembre 2021 torna in onda la Deejay Parade nella storica versione di 20 posizioni.
In occasione dell'uscita del nuovo album di Purple Disco Machine, il 14 ottobre alle ore 23 va in onda il Dance With Us speciale Exotica, in cui è suonato in anteprima tutto l'album, raccontato dalla voce dello stesso artista e da quella di Albertino.
Il 19 novembre 2021 esce in tutti i negozi di dischi e nei digital store il quarto volume della compilation Dance Revolution, con il meglio della musica da club del momento selezionata da Albertino e mixata da Shorty.
Il 31 dicembre 2021, come l'anno precedente, la radio dedica una serata speciale per celebrare l'arrivo del nuovo anno, intitolata Celebrate With Us, in onda dalle 20:00 alle 10:00 del mattino seguente, per 14 ore di musica senza alcuna interruzione pubblicitaria. Dopo il warm up di One Two One Two (alle 20) e La Mezcla con Shorty (alle 21); hanno suonato i resident della programmazione notturna: alle 22 Glitterbox; alle 23 Bob Sinclar; a mezzanotte Purple Disco Machine; all'1 David Guetta; alle 2 Benny Benassi; alle 3 i Meduza. Dalle 4 alle 7 hanno suonato tre importanti protagonisti della Techno: Joseph Capriati, Adam Beyer e Luca Agnelli. Dalle 7 alle 10 l'alba del nuovo anno ha avuto il suono di Circoloco, Defected e Claptone.
Dal gennaio 2022 entra nella squadra dei djs resident della programmazione notturna Jamie Jones, uno dei protagonisti della tech house mondiale, in onda ogni giovedì sera.
A gennaio 2022 viene pubblicata la rilevazione dei dati di ascolto del secondo semestre del 2021, la quale fa emergere un importante incremento sia nel giorno medio (+11,4%), che nel dato fondamentale del quarto d'ora medio (18,3%). Radio m2o continua ad essere tra le emittenti più in crescita del panorama nazionale, punto di riferimento assoluto per chi ama la musica e le nuove tendenze.
Il 13 maggio 2022 esce in tutti i negozi di dischi il quinto volume della nuova serie di compilation Dance Revolution.
Ad ottobre 2022 entra a far parte della squadra degli speaker Isabella Palmisano, in onda nel weekend tra le 10 e le 14.
La rilevazione dei dati di ascolto del primo semestre del 2022, pubblicata in luglio, fa emergere un ulteriore incremento sia nel giorno medio (+8,7%), che nel dato del quarto d'ora medio, dove l'incremento risulta uno dei più notevoli (+26,6%). Radiom2o continua a essere tra le emittenti più in crescita del panorama nazionale, con i dati che continuano a premiare la scelta musicale contemporanea e originale, ed i contenuti attuali e innovativi.
A gennaio 2023 viene resa nota la partnership tra Radiom2o ed il Carnevale di Viareggio. La radio è presente durante le sei sfilate dell'evento con il proprio Human Logo ed un carro dedicato, oltre a curare l'animazione con gli speaker della radio e con la sua musica.

La rilevazione dei dati di ascolto del 2022, pubblicata a febbraio 2023, fa emergere un'ulteriore crescita rispetto all'anno precedente, sia nei dati di ascolto del giorno medio (+1,3%), che nel dato fondamentale del quarto d'ora medio (+10,1%).

### 2023 - 2024
Nei primi mesi del 2023 Radiom2o lancia una nuova campagna pubblicitaria trainata dal claim Ascolto Radio m2o.
La rilevazione dei dati di ascolto del primo semestre 2023 evidenzia un aumento sia nel giorno medio (+4,1% con 1.682.000 ascoltatori), che nel dato del quarto d'ora medio, confermando i progressi visti nella rilevazione precedente.
Dal settembre 2023 la nuova stagione si apre con diverse novità in palinsesto: la più rilevante è il prolungamento della diretta fino alle 23 e nel weekend la rotazione musicale si basa sulla formula All Weekend Hit. Vi sono anche dei cambiamenti nella messa in onda degli speaker: Patrizia Prinzivalli trasmette durante la settimana, mentre la domenica sera dalle 21 alle 23 tre speaker (Mattei, Rizzi e Marlen) vanno in onda a rotazione.

A gennaio 2024 la rilevazione dei dati di ascolto evidenzia una crescita in tutti i dati: nel secondo semestre 2023 Radiom2o raggiunge quota 1.848.000 ascoltatori nel giorno medio; positivi rispetto al 2022 anche il dato totale del giorno medio dell'anno 2023 (1.766.000 ascoltatori, record nella storia dell'emittente) e del quarto d'ora medio (176.000) [+47,9%], confermando i progressi visti nelle rilevazioni precedenti. 

Dal maggio 2024 entra a far parte del team lo speaker Giorgio Dazzi andando in onda nella fascia oraria del weekend.
A fine dicembre viene trasmessa la speciale classifica m2o track of the year dove le 20 canzoni sono presentate a rotazione da tutti gli speaker dell'emittente.
Come ogni fine anno, radiom2o è protagonista la sera di Capodanno con 14 ore di musica no stop dove si esibiscono i migliori djs internazionali (dalle 20 del 31 dicembre alle 10 del giorno successivo): è l'evento Celebrate With Us.

## Loghi

Logo utilizzato dal 2002 al 19 ottobre 2012
Logo utilizzato dal 20 ottobre 2012 al 31 gennaio 2016
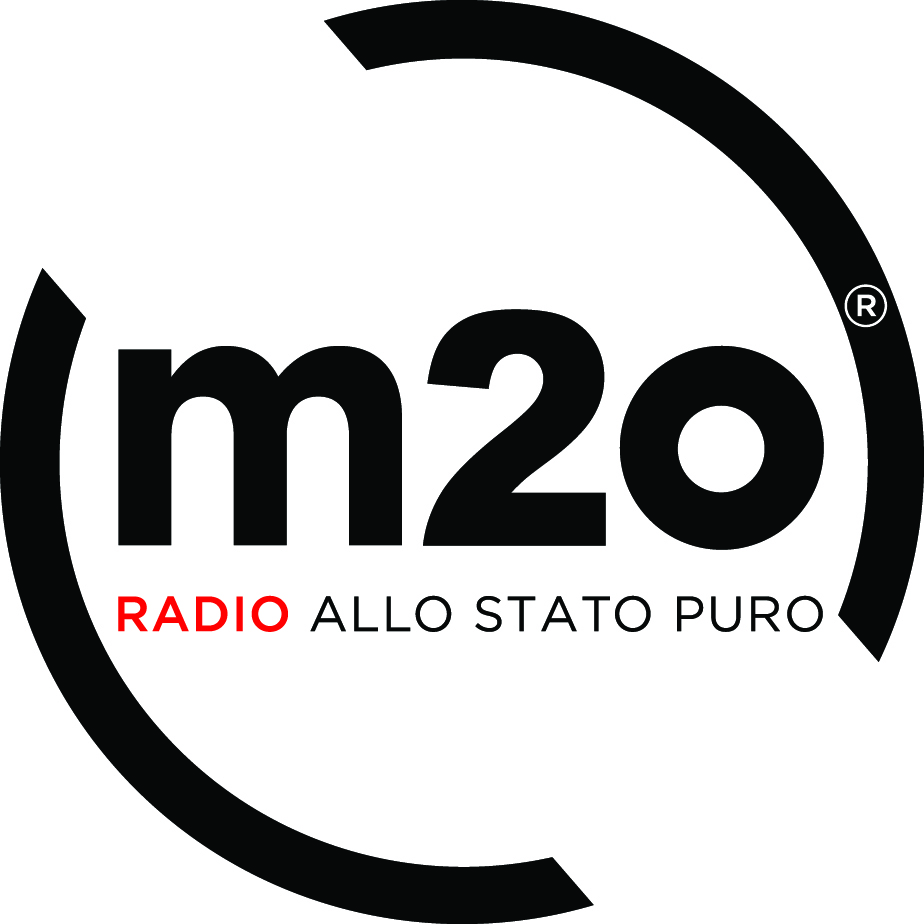
Logo utilizzato dal 1º febbraio 2016 al 31 marzo 2019
Logo utilizzato dal 1º aprile 2019

## Programmi
- Albertino Everyday
- Dance Revolution
- Deejay Parade
- Deejay Time
- Deejay Time in the mix
- Discoball
- M2o Chart
- Il Morning Show di M2o
- One Two One Two
- One Two One Two Selecta
- La Mezcla
- Bad Dolls
- Dance With Us

### Informazione
- M2o News
- Il Meteo

### Contenitori
- M2Hot Summer
- M2hot Xmas
- M2o Playlist
- M2It - The Italian Remixes

## Speaker e deejay

### Attuali
- Albertino
- Ale Lippi
- Andrea Mattei
- Benny Benassi
- Bob Sinclar
- Brina Knauss
- Carl Cox
- Claptone
- Claves
- Danny Omich
- David Guetta
- Davide Rizzi
- Don Diablo
- Eleonora Russo ("La Ginger")
- Erick Morillo
- Federico Gardenghi
- Francesco Allendes
- Giorgio Dazzi
- Giorgio Prezioso
- Ilario Albertani
- Ilario Alicante
- Isabella Palmisano
- Lost Frequencies
- Luis Rodriguez
- Kerri Chandler
- Mario Fargetta
- Marlen Pizzo
- Martin Garrix
- Mazay
- Meduza
- Merk & Kremont
- Milk Bar
- Mind Enterprises
- Molella
- Patrizia Prinzivalli
- Purple Disco Machine
- Rino Sparacino
- Riton
- Riva Starr
- SLRV
- Shorty
- Solardo
- Steve Aoki
- Teo Mandrelli
- The Blessed Madonna
- Tiësto
- Val S
- Vittoria Hyde
- Wad
- Walter Pizzulli

### Del passato
Hanno lavorato per questa emittente:
- Alberto Remondini
- Amerigo Provenzano
- Andrea Bertolini
- Andrea Mazza
- Andrea Rango
- Alex Farolfi
- Armin van Buuren
- Danijay
- D Lewis
- Davide Borri
- Davide farra
- Dino Brown
- Dj Lhasa
- DJ Ross
- Emanuele Inglese
- Emix
- Elisabetta Sacchi
- Enrico Sisma
- Eradis
- Fabio Amoroso
- Fabio De Vivo
- Fabio Terry
- Filippo Grondona
- Big Fish
- Gabry Ponte
- Giancarlo Cattaneo
- Gigi D'Agostino
- Joe T Vannelli
- Joy Kitikonti
- Francesco Tarquini
- Federica Elmi
- La Noche Escabrosa's Crew (Alex Benedetti, Andreino, Angelino, Boosta, Fabrizio Gucciardi, Filippo Nardi, Giuliano Veronese, Luca Agnelli, Luckino, Paolo Martini, Pasta Boys, Ricky Montanari, Ciuffo, Frankie P, Gianni Coletti, Gianni Morri, Mauro Ferrucci, Stefano Gambarelli)
- Leandro Da Silva
- Luca Martinelli
- Mariolina Simone
- Massimiliano Troiani
- Mila By Night
- Nanni
- Onirika
- Orazio Fatman
- Paolo Bolognesi
- Paolo Prosperini
- Paolino Rossato
- Prevale
- Promise Land
- Renée la Bulgara
- Roberto Molinaro
- Saretta
- Simone Girasole
- Simone LP
- Stefano Gamma
- The Stunned Guys
- The UMC Crew (Victor Montsaint, Carlo Marani, Elio Milani, Jay-X, Sergio Matina, Splashfunk, Patrizio Mattei, Danny Omich, Christian Marras, Francesco Farfa, Francesco Zappalà, Marco Bonucci, Zatox)
- Timo Maas
- Vale Esse
- Vanni G
- Wender

## Televisione
Dal 26 marzo 2013, m2o è accompagnata da una web TV (prima canale televisivo sul digitale terrestre) m2o TV. Rimase visibile in TV prima sul digitale terrestre sul canale 158, poi su Sky fino al 31 dicembre 2018. Dal 1º gennaio 2019 trasmette solo sul web attraverso il sito internet o la app.
Precedentemente, il marchio della radio è stato impiegato per alcuni programmi televisivi. Tra questi:
- m2 All Shock (2005 - 2009) - Videomix, con Provenzano DJ su All Music
- Classifica ufficiale m2o (ottobre 2005 - estate 2007)
- m2o su Deejay TV (stagione 2009 - 2010)

## Frequenze
La radio è ascoltabile su molteplici frequenze in FM, a seconda della zona in cui si è situati:
| Regione               | Provincia            | Frequenze                    | Copertura                                                                           |
| --------------------- | -------------------- | ---------------------------- | ----------------------------------------------------------------------------------- |
| Abruzzo               | Chieti               | 90.5 - 99.8                  | Chieti e dintorni                                                                   |
| Abruzzo               | L'Aquila             | 90.7 - 91.4 - 99.2 - 105.9   | L'Aquila e distorni                                                                 |
| Abruzzo               | Pescara              | 90.5 - 96.7                  | Pescara e dintorni                                                                  |
| Abruzzo               | Teramo               | 90.5 - 100.6                 | Teramo e dintorni                                                                   |
| Basilicata            | Matera               | 90.3                         | Matera e dintorni                                                                   |
| Basilicata            | Potenza              | 106.1                        | Potenza e dintorni                                                                  |
| Calabria              | Catanzaro            | 88.9 - 89.9 - 91.7 - 103.5   | Catanzaro e dintorni                                                                |
| Calabria              | Cosenza              | 102.0                        | Cosenza e dintorni                                                                  |
| Calabria              | Cosenza              | 107.3                        | Cerchiara di Calabria, Plataci, Villapiana                                          |
| Calabria              | Crotone              | 102.0                        | Crotone e dintorni                                                                  |
| Calabria              | Reggio Calabria      | 94.5                         | Reggio Calabria, Villa San Giovanni                                                 |
| Calabria              | Reggio Calabria      | 93.7                         | Costa sud della Calabria                                                            |
| Calabria              | Vibo Valentia        | 94.9 - 103.2                 | Vibo Valentia e dintorni                                                            |
| Campania              | Avellino             | 89.7                         | Avellino e dintorni                                                                 |
| Campania              | Benevento            | 99.9                         | Benevento e dintorni                                                                |
| Campania              | Caserta              | 88.0 - 98.3                  | Caserta e dintorni                                                                  |
| Campania              | Napoli               | 88.0 - 98.3                  | Napoli e dintorni                                                                   |
| Campania              | Salerno              | 88.0 - 92.6 - 92.8 - 97.7    | Salerno e dintorni                                                                  |
| Campania              | Salerno              | 92.8                         | Costa sud della Campania                                                            |
| Campania              | Salerno              | 96.4 - 100.4                 | Padula, Sala Consilina, Montesano, Buonabitacolo, Caggiano, Pertosa, Auletta, Polla |
| Emilia-Romagna        | Bologna              | 90.0 - 94.5 - 98.8           | Bologna e dintorni                                                                  |
| Emilia-Romagna        | Forlì - Cesena       | 97.0                         | Cesenza, Forlì, Cesenatico                                                          |
| Emilia-Romagna        | Ferrara              | 94.5 - 99,4                  | Ferrara, Comacchio e dintorni                                                       |
| Emilia-Romagna        | Ravenna              | 97.0                         | Ravenna, Faenza, Cervia                                                             |
| Emilia-Romagna        | Modena               | 93.1                         | Modena e dintorni                                                                   |
| Emilia-Romagna        | Parma                | 91.8                         | Parma e dintorni                                                                    |
| Emilia-Romagna        | Piacenza             | 91.9                         | Piacenza e dintorni                                                                 |
| Emilia-Romagna        | Reggio Emilia        | 96.2                         | Reggio Emilia e dintorni                                                            |
| Emilia-Romagna        | Rimini               | 97.0 - 97.9- 98.1            | Rimini, Riccione, Cattolica, Bellaria-Igea Marina                                   |
| Friuli-Venezia Giulia | Gorizia              | 89.9 - 100.5 - 100.7         | Gorizia e dintorni                                                                  |
| Friuli-Venezia Giulia | Pordenone            | 93.6                         | Pordenone e dintorni                                                                |
| Friuli-Venezia Giulia | Trieste              | 88.4 - 95.4                  | Trieste e dintorni                                                                  |
| Friuli-Venezia Giulia | Udine                | 100.2                        | Udine e dintorni                                                                    |
| Friuli-Venezia Giulia | Udine                | 89.6 - 105.7 - 106.9 - 107.1 | Tolmezzo, Villa Santina, Paluzza, Cercivento, Chiusaforte, Paularo                  |
| Friuli-Venezia Giulia | Udine                | 100.1 - 106.2                | Sappada, Forni Avoltri                                                              |
| Lazio                 | Frosinone            | 105.9                        | Frosinone e dintorni                                                                |
| Lazio                 | Latina               | 90.5 - 91.3                  | Latina e dintorni                                                                   |
| Lazio                 | Rieti                | 101.7                        | Rieti e dintorni                                                                    |
| Lazio                 | Roma                 | 95.8 - 97.0                  | Roma e dintorni                                                                     |
| Lazio                 | Viterbo              | 97.0                         | Viterbo e dintorni                                                                  |
| Liguria               | Genova               | 88.6 - 88.8 - 90.4           | Genova e dintorni                                                                   |
| Liguria               | Imperia              | 98.2 - 98.6                  | Imperia, Sanremo e dintorni                                                         |
| Liguria               | La Spezia            | 100.4                        | La Spezia e dintorni                                                                |
| Liguria               | Savona               | 94.0 - 103.7                 | Savona e dintorni                                                                   |
| Lombardia             | Bergamo              | 90,5 - 93.1                  | Bergamo e dintorni                                                                  |
| Lombardia             | Brescia              | 90.4                         | Brescia e dintorni                                                                  |
| Lombardia             | Como                 | 91.6 - 93.1                  | Como e dintorni                                                                     |
| Lombardia             | Cremona              | 93.1                         | Cremona e dintorni                                                                  |
| Lombardia             | Lecco e Lodi         | 93.0 - 93.1                  | Lecco, Lodi e dintorni                                                              |
| Lombardia             | Mantova              | 107.3                        | Mantova e dintorni                                                                  |
| Lombardia             | Milano e Pavia       | 91.7 - 93.1                  | Milano, Pavia e dintorni                                                            |
| Lombardia             | Monza - Brianza      | 93.1                         | Monza e Brianza dintorni                                                            |
| Lombardia             | Sondrio              | 102.1 - 107.0                | Sondrio e dintorni                                                                  |
| Lombardia             | Varese               | 90.5 - 93.9                  | Varese e dintorni                                                                   |
| Marche                | Ancona               | 90.7 - 98.3                  | Ancona e dintorni                                                                   |
| Marche                | Ascoli Piceno        | 101.0                        | Ascoli Piceno e dintorni                                                            |
| Marche                | Fermo e Macerata     | 89.7 - 98.3                  | Fermo, Macerata e dintorni                                                          |
| Marche                | Pesaro - Urbino      | 95.9 - 97.9 - 107.7          | Pesaro, Urbino e dintorni                                                           |
| Molise                | Campobasso           | 93.7 - 100.9 - 103.9         | Campobasso e dintorni                                                               |
| Molise                | Isernia              | 98.2                         | Isernia e dintorni                                                                  |
| Piemonte              | Alessandria e Asti   | 93.3 - 95.8                  | Alessandria, Asti e dintorni                                                        |
| Piemonte              | Biella               | 90.3 - 97.6                  | Biella e dintorni                                                                   |
| Piemonte              | Cuneo                | 97.3 - 106.9                 | Cuneo e dintorni                                                                    |
| Piemonte              | Novara               | 90.5 - 93.1                  | Novara e dintorni                                                                   |
| Piemonte              | Torino               | 93.0 - 97.6                  | Torino e dintorni                                                                   |
| Piemonte              | Verbano-Cusio-Ossola | 97.0 - 105.1 - 107.1         | Verbania, Cusio, Domodossola e dintorni                                             |
| Piemonte              | Vercelli             | 90.3 - 97.6                  | Vercelli e dintorni                                                                 |
| Puglia                | Bari                 | 88.5                         | Bari e dintorni                                                                     |
| Puglia                | Barletta-Adria-Trani | 92.2 - 104.7                 | Barletta, Parco Adria, Trani e dintorni                                             |
| Puglia                | Brindisi             | 95.7 - 97.9 - 105.8          | Brindisi e dintorni                                                                 |
| Puglia                | Foggia               | 89.4 - 93.7 - 101.0 - 105.4  | Foggia e dintorni                                                                   |
| Puglia                | Lecce                | 99.4 - 100.2 - 103.8         | Lecce e dintorni                                                                    |
| Puglia                | Taranto              | 95.1 - 105.8                 | Taranto e dintorni                                                                  |
| Sardegna              | Cagliari             | 91.7 - 95.6                  | Cagliari e dintorni                                                                 |
| Sardegna              | Oristano             | 95.5                         | Oristano, Terralba e dintorni                                                       |
| Sardegna              | Sassari              | 89.6                         | Sassari e dintorni                                                                  |
| Sardegna              | Sassari              | 90.6 - 97.3                  | Olbia, Arzachena, Tempio Pausania e dintorni                                        |
| Sicilia               | Agrigiento           | 93.4 - 93.7 - 104.3          | Agrigento e dintorni                                                                |
| Sicilia               | Caltanissetta e Enna | 92.5 - 97.8 - 104.3          | Caltanissetta, Enna, Gela e dintorni                                                |
| Sicilia               | Catania              | 97.7 - 99.7                  | Catania e dintorni                                                                  |
| Sicilia               | Messina              | 94.5                         | Messina e dintorni                                                                  |
| Sicilia               | Palermo              | 107.8                        | Palermo e dintorni                                                                  |
| Sicilia               | Ragusa               | 88.2 - 105.9 - 106.2         | Ragusa e dintorni                                                                   |
| Sicilia               | Siracusa             | 87.6 - 104.0                 | Siracusa e dintorni                                                                 |
| Sicilia               | Trapani              | 95.0 - 102.3                 | Trapani e dintorni                                                                  |
| Toscana               | Arezzo               | 95.3 - 97.6                  | Arezzo e dintorni                                                                   |
| Toscana               | Firenze              | 99.9 - 105.8                 | Firenze e dintorni                                                                  |
| Toscana               | Grosseto             | 89.1 - 98.8 - 97.1           | Grosseto e dintorni                                                                 |
| Toscana               | Livorno              | 98.6                         | Livorno e dintorni                                                                  |
| Toscana               | Lucca e Pisa         | 99.7 - 98.6                  | Lucca, Pisa e dintorni                                                              |
| Toscana               | Massa-Carrara        | 92.1 - 99.7                  | Massa, Carrara e dintorni                                                           |
| Toscana               | Pistoia e Prato      | 90.2 - 105.8                 | Pistoia, Prato e dintorni                                                           |
| Toscana               | Siena                | 96.5 - 101.2 - 107.0         | Siena e dintorni                                                                    |
| Trentino-Alto Adige   | Bolzano              | 93.3                         | Bolzano e dintorni                                                                  |
| Trentino-Alto Adige   | Trento               | 104.3 - 104.7                | Trento, Rovereto, Pergine Valsugana e dintorni                                      |
| Trentino-Alto Adige   | Trento               | 96.1                         | Ala, Avio                                                                           |
| Trentino-Alto Adige   | Trento               | 92.3 - 92.6                  | Primiero, San Martino di Castrozza, Predazzo                                        |
| Umbria                | Perugia              | 94.6 - 107.7 - 107.9         | Perugia e dintorni                                                                  |
| Umbria                | Terni                | 107.6                        | Terni e dintorni                                                                    |
| Valle d'Aosta         | Aosta                | 96.0                         | Aosta e dintorni                                                                    |
| Veneto                | Belluno              | 93.4 - 99.6 - 105.8 - 106.1  | Belluno, Feltre, Cortina d'Ampezzo e dintorni                                       |
| Veneto                | Padova               | 87.8                         | Padova, Cittadella e dintorni                                                       |
| Veneto                | Treviso              | 87.8 - 98.8 - 105.9          | Treviso, Conegliano e dintorni                                                      |
| Veneto                | Venezia              | 87.8 - 98.3                  | Venezia, Mestre e dintorni                                                          |
| Veneto                | Verona               | 103.7                        | Verona, Legnago e dintorni                                                          |
| Veneto                | Vicenza              | 87.8                         | Vicenza, Bassano del Grappa e dintorni                                              |

## Ascolti

### Rilevazioni Audiradio
Dati annuali
| Anno | Giorno Medio Ieri |
| ---- | ----------------- |
| 2003 | 493.000           |
| 2004 | 907.000           |
| 2005 | 1.007.000         |
| 2006 | 1.066.000         |
| 2007 | 1.416.000         |
| 2008 | 1.469.000         |
| 2009 | 1.292.000         |

### Rilevazione Gfk Eurisko/RadioMonitor
Dati annuali
| Anno | Giorno Medio Ieri |
| ---- | ----------------- |
| 2012 | 1.659.000         |
| 2013 | 1.758.000         |
| 2014 | 1.707.000         |
| 2015 | 1.685.000         |
| 2016 | 1.572.000         |

### Rilevazione Radio TER
Dati annuali
| Anno | Giorno Medio Ieri |
| ---- | ----------------- |
| 2017 | 1.688.000         |
| 2018 | 1.583.000         |
| 2019 | 1.681.000         |